# Svobodná univerzita Berlín
Svobodná univerzita Berlín, německy Freie Universität Berlin, je veřejná vysoká škola, která se nachází v Berlíně.
Univerzita byla založena v roce 1948 v tehdejším Západním Berlíně. V současnosti (2007) má univerzita celkem 12 fakult, 3 vysokoškolské instituty a studuje na ní přibližně 35 000 studentů.